# Kiryas Joel, New York
Kiryas Joel, New York (енгл. Kiryas Joel) град је у америчкој савезној држави Њујорк.

## Демографија
По попису из 2010. године број становника је 20.175, што је 7.037 (53,6%) становника више него 2000. године.
| Група             | 2000.          | 2010.          |
| Белци             | 12.921 (98,3%) | 19.794 (98,1%) |
| Афроамериканци    | 27 (0,2%)      | 19 (0,1%)      |
| Азијати           | 3 (0,0%)       | 12 (0,1%)      |
| Хиспаноамериканци | 122 (0,9%)     | 270 (1,3%)     |
| Укупно            | 13.138         | 20.175         |